# Mireille Mathieu (album, 1991)
Albums de Mireille Mathieu
Ce soir je t'ai perdu
(1990) Mireille Mathieu chante Piaf
(1993)
 Mireille Mathieu est un album sans nom de la chanteuse française Mireille Mathieu sorti en 1991. Le dessin de la pochette représentant les yeux de Mireille a été réalisé par Jean Marais.

## Chansons de l'album
1. Que pour toi (Pierre Zito/Milan Zdravkovic)
2. La musique du bonheur (Jean-Marie Moreau/Romano Musumarra)
3. Enfants d'amour et d'avenir (Jean-Marie Moreau/R. Trabuchelli)
4. L'enfant de l'irlande (Danny Boy) (Jean-Marie Moreau  -  B. Weinsman)
5. Pour la vie (Jean-Marie Moreau/Jean-Pierre Millers)
6. L'amour viendra (My Own True Love) (Pierre Delanoë/Mack David/Max Steiner)
7. Mes soirs de blues (Pierre Zito/Milan Zdravkovic)
8. Maria-Rosa (Jean-Marie Moreau/R. Martínez/R. Trabuchelli)
9. Contes de fées (Jean-Marie Moreau/Romano Musumarra)
10. Comme si c'était écrit (Jean-Marie Moreau/Romano Musumarra)